# Phanoderma segmentum
Phanoderma segmentum is een rondwormensoort uit de familie van de Phanodermatidae. De wetenschappelijke naam van de soort is voor het eerst geldig gepubliceerd in 1963 door Murphy.